# Bayonville-sur-Mad
Bayonville-sur-Mad je francouzská obec v departementu Meurthe-et-Moselle v regionu Grand Est. V roce 2014 zde žilo 312 obyvatel.

## Poloha obce
Obec leží u hranic departementu Meurthe-et-Moselle s departementem Moselle.
Sousední obce jsou: Arnaville, Gorze (Moselle), Onville, Pagny-sur-Moselle a Vandelainville.

## Vývoj počtu obyvatel
Počet obyvatel